# Carlos Julio Moreno
Carlos Julio Moreno (Tres Arroyos, 3 de septiembre de 1947) es un abogado, político argentino y dirigente peronista. Actualmente es Diputado Provincial de la Sexta Sección Electoral por el Frente de Todos. Además es el Vicepresidente Primero de la Cámara de Diputados de la provincia de Buenos Aires. Anteriormente fue Diputado Nacional desde el año 2005 hasta 2017 por el Frente para la Victoria - PJ.

## Biografía
Es oriundo de la localidad bonaerense de Tres Arroyos. De profesión abogado egresado de la Universidad Nacional de La Plata. De ideología peronista, militó durante sus años de estudiante en la Federación Universitaria de la Revolución Nacional y en la Juventud Universitaria Peronista, donde conoció a Néstor Kirchner y Cristina Fernández de Kirchner. En 1977 sería secuestrado por un grupo de tareas durante el Proceso de Reorganización Nacional.
Actualmente es Diputado Provincial de la Sexta Sección Electoral de la provincia de Buenos Aires por el Frente de Todos luego de ocupar el primer lugar en la lista seccional de Unidad Ciudadana en las Elecciones Legislativas 2017. Además es el Vicepresidente Primero de la Cámara de Diputados de la provincia de Buenos Aires. 
Anteriormente fue Diputado Nacional por el FPV-PJ, cargo que ocupó consecutivamente desde 2005 hasta diciembre de 2017.
En la Cámara de Diputados de la Nación fue vocal de las comisiones de Agricultura y Ganadería, de la Bicameral de monitoreo e  implementación del nuevo Código Procesal Penal de la Bicameral Permanente de Investigación del origen y seguimiento de la Deuda Exterior de la Nación, de Comercio, de Juicio Político de Justicia, de Legislación General y de Peticiones, Poderes Y Reglamento.
También se desempeñó como Concejal por el distrito de Tres Arroyos entre 1983 y 1987, fue Subsecretario Legal y Técnico de la Presidencia de la Nación en los años 2003 a 2005 e integró el Consejo de la Magistratura entre 2010 y 2014. En 2021 sufriría una entradera dónde fue amenazado.